# Amiga mía (versión de Jeanette)
«Amiga mía» es una canción interpretada por la cantante anglo-española Jeanette, el tema musical fue incluido para su cuarto álbum de estudio Ojos en el sol (1984). Se publicó como segundo y último sencillo del mismo en 1984. La canción fue escrita por Horacio Lanzi y producida por Óscar Gómez.

## Información general

### Antecedentes
«Amiga mía» es una canción escrita por Horacio Lanzi en 1981 y desde ese año tuvo diversas versiones. Luego de haber obtenido moderado éxito con el disco Reluz (1983) con un breve impacto en España y Sudamérica, Jeanette lanzó casi de inmediato el disco Ojos en el sol (1984). El primer sencillo de este álbum no obtuvo resultados como sencillos anteriores de la cantante. Pese a esto, «Amiga mía» ganó notoriedad frente a ellos y logró subsanar las ventas del álbum.

### Recepción crítica y comercial
«Amiga mía» se ha convertido en una de las canciones más representativas en la carrera musical de Jeanette. José Ramón Pardo, periodista del diario ABC de España indicó que esta canción (como otras del álbum) pudieron «figurar entre las más escuchadas y por ende las más vendidas en las listas españolas y sobre todo, hispanoamericanas». Julián Molero de Lafonoteca indica que las ventas de esta canción salvaron a Ojos en el sol al punto de convertirse en un «clásico». El periódico español 20 minutos en su versión digital convocó a sus lectores escoger las mejores canciones de Jeanette y «Amiga mía» quedó en el décimo lugar entre todas las canciones en votación.
«Amiga mía» se editó en Estados Unidos, El Salvador, España, México y Perú. En el conteo de Los 40 Principales de España obtuvo la posición veintiocho e hizo ingresar nuevamente a Jeanette a listados radiales de Sudamérica con éxito. Jeanette se presentó en diversos programas de televisión y grabó un videoclip. «Amiga mía» está incluida en varios compilados de la cantante y en los últimos años ha formado parte de recitales de Jeanette al ser considerado como uno de sus éxitos.

## Lista de canciones
| Vinilo, 7", sencillo |                 |                             |          |  |
| N.º                  | Título          | Escritor(es)                | Duración |  |
| 1.                   | «Amiga mía»     | Horacio Lanzi               | 3:14     |  |
| 2.                   | «Baila conmigo» | Jani · María Rosario Ovelar | 3:25     |  |

## Posición en listas
| Lista                     | Posición |
| ------------------------- | -------- |
| España Los 40 principales | 28       |